# Iran ved sommer-OL 2024
Iran deltog i sommer-OL 2024 i Paris, Frankrig, fra den 26. juli til den 11. august 2024.
Udøvere for Iran vandt totalt 12 medaljer.

## Medaljer
| 2024 Paris | Guld | Sølv | Bronze | Total |
| Iran       | 3    | 6    | 3      | 12    |

### Medaljevinderne
| Iran under sommer-OL 2024 i Paris | Iran under sommer-OL 2024 i Paris | Iran under sommer-OL 2024 i Paris | Iran under sommer-OL 2024 i Paris | Iran under sommer-OL 2024 i Paris |
| Medalje                           | Navn                              | Sport                             | Event                             | Dato                              |
| --------------------------------- | --------------------------------- | --------------------------------- | --------------------------------- | --------------------------------- |
| Guld                              | Mohammad Hadi Saravi              | Brydning                          | Men's Greco-Roman 97 kg           | 7. august                         |
| Guld                              | Saeid Esmaeili                    | Brydning                          | Men's Greco-Roman 67 kg           | 8. august                         |
| Guld                              | Arian Salimi                      | Taekwondo                         | Men's +80 kg                      | 10. august                        |
| Sølv                              | Alireza Mohmadi                   | Brydning                          | Mændenes 87 kg græsk-romersk stil | 8. august                         |
| Sølv                              | Nahid Kiani                       | Taekwondo                         | Women's 57 kg                     | 8. august                         |
| Sølv                              | Hassan Yazdani                    | Brydning                          | Herrernes 86 kg fristil           | 9. august                         |
| Sølv                              | Mehran Barkhordari                | Taekwondo                         | Men's 80 kg                       | 9. august                         |
| Sølv                              | Amir Hossein Zare                 | Brydning                          | Mændenes 125 kg fristil           | 10. august                        |
| Sølv                              | Rahman Amouzad                    | Brydning                          | Mændenes 65 kg fristil            | 11. august                        |
| Bronze                            | Amin Mirzazadeh                   | Brydning                          | Men's Greco-Roman 130 kg          | 6. august                         |
| Bronze                            | Mobina Nematzadeh                 | Taekwondo                         | Women's 49 kg                     | 7. august                         |
| Bronze                            | Amir Ali Azarpira                 | Brydning                          | Mændenes 97 kg fristil            | 11. august                        |